# Lekkoatletyka na Letnich Igrzyskach Olimpijskich 1936 – bieg na 110 m przez płotki mężczyzn

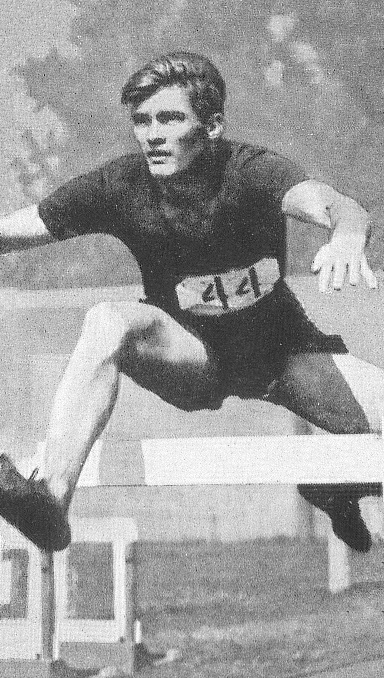
Forrest Towns

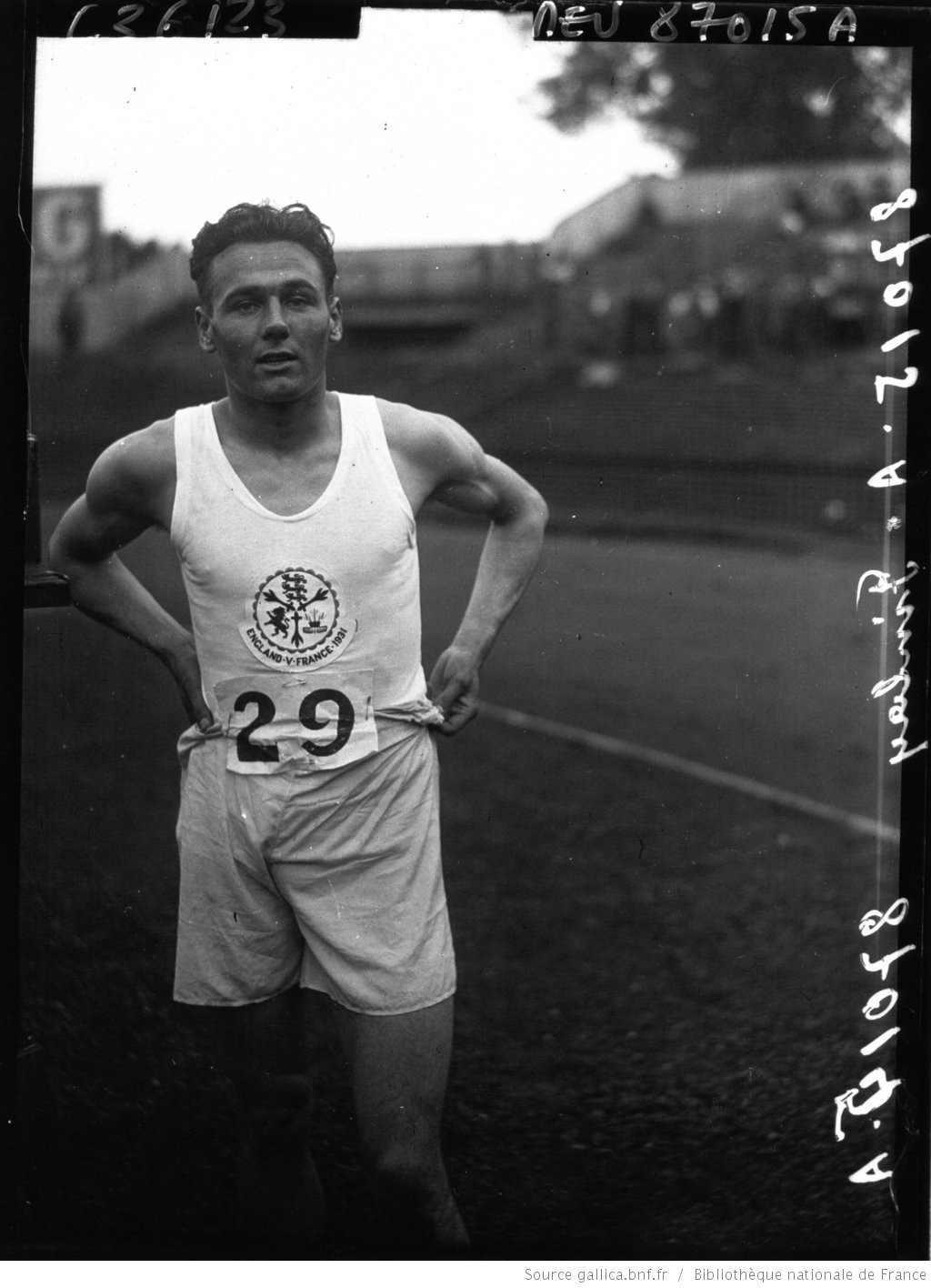
Donald Finlay

Bieg na 110 metrów przez płotki mężczyzn był jedną z konkurencji rozgrywanych podczas XI Letnich Igrzysk Olimpijskich. Biegi zostały rozegrane w dniach 5 i 6 sierpnia 1936 roku na Stadionie Olimpijskim w Berlinie. Wystartowało 31 zawodników z 20 krajów.

## Rekordy
|                   | Zawodnik      | Wynik | Miejsce     | Data                 |
| ----------------- | ------------- | ----- | ----------- | -------------------- |
| Rekord świata     | Forrest Towns | 14,1  | Chicago     | 19 czerwca 1936(dts) |
| Rekord olimpijski | George Saling | 14,4  | Los Angeles | 2 sierpnia 1932(dts) |

## Terminarz
| Data            |            | Godzina |
| --------------- | ---------- | ------- |
| 5 sierpnia 1936 | Eliminacje | 16:30   |
| 6 sierpnia 1936 | Półfinały  | 15:00   |
| 6 sierpnia 1936 | Finał      | 17:45   |

## Wyniki

### Eliminacje
Z każdego z 6 biegów do półfinału awansowało po dwóch najlepszych zawodników.

#### Bieg 1
| Poz. | Zawodnik           | Reprezentacja     | Czas | Uwagi |
| ---- | ------------------ | ----------------- | ---- | ----- |
| 1.   | Tom Lavery         | Południowa Afryka | 15,0 | Q     |
| 2.   | Larry O’Connor     | Kanada            | 15,1 | Q     |
| 3.   | Christos Mandikas  | Grecja            | 15,2 |       |
| 4.   | Svend Aage Thomsen | Dania             | 15,3 |       |
| 5.   | Juul Bosmans       | Belgia            |      |       |
| 6.   | Yasuharu Furuta    | Japonia           |      |       |

#### Bieg 2

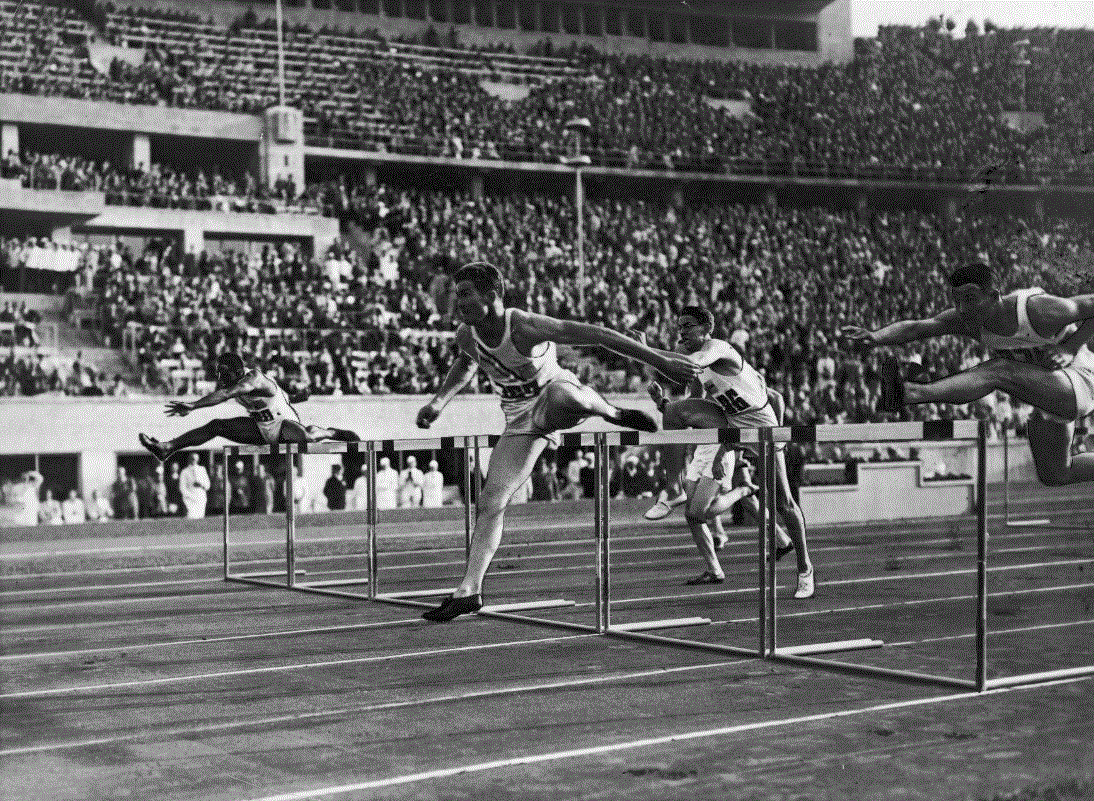
Ostatni plotek biegu finałowego

| Poz. | Zawodnik          | Reprezentacja     | Czas | Uwagi |
| ---- | ----------------- | ----------------- | ---- | ----- |
| 1.   | Frederick Pollard | Stany Zjednoczone | 14,7 | Q     |
| 2.   | John Thornton     | Wielka Brytania   | 15,0 | Q     |
| 3.   | Johann Langmayr   | Austria           | 15,1 |       |
| 4.   | Willi Welscher    | III Rzesza        | 15,2 |       |
| 5.   | Huang Yingjie     | Chiny             |      |       |

#### Bieg 3
| Poz. | Zawodnik         | Reprezentacja   | Czas | Uwagi |
| ---- | ---------------- | --------------- | ---- | ----- |
| 1.   | Donald Finlay    | Wielka Brytania | 14,7 | Q     |
| 2.   | Tadashi Murakami | Japonia         | 15,3 | Q     |
| 3.   | James Worrall    | Kanada          | 15,6 |       |
| 4.   | Darcy Guimarães  | Brazylia        |      |       |
| 5.   | Ludvík Kománek   | Czechosłowacja  |      |       |
| –    | Niño Ramírez     | Filipiny        | DNS  |       |

#### Bieg 4
| Poz. | Zawodnik         | Reprezentacja     | Czas | Uwagi |
| ---- | ---------------- | ----------------- | ---- | ----- |
| 1.   | Roy Staley       | Stany Zjednoczone | 15,0 | Q     |
| 2.   | Juan Lavenás     | Argentyna         | 15,1 | Q     |
| 3.   | Ashleigh Pilbrow | Wielka Brytania   | 15,5 |       |
| 4.   | Joanis Skiadas   | Grecja            |      |       |
| 5.   | Ling Shuw-chow   | Chiny             |      |       |

#### Bieg 5
| Poz. | Zawodnik       | Reprezentacja     | Czas | Uwagi |
| ---- | -------------- | ----------------- | ---- | ----- |
| 1.   | Forrest Towns  | Stany Zjednoczone | 14,5 | Q     |
| 2.   | Erwin Wegner   | III Rzesza        | 15,1 | Q     |
| 3.   | Ernst Leitner  | Austria           | 15,3 |       |
| 4.   | René Kunz      | Szwajcaria        |      |       |
| 5.   | Kotaro Shimizu | Japonia           |      |       |

#### Bieg 6
| Poz. | Zawodnik       | Reprezentacja | Czas | Uwagi |
| ---- | -------------- | ------------- | ---- | ----- |
| 1.   | Håkan Lidman   | Szwecja       | 14,9 | Q     |
| 2.   | Vane Ivanović  | Jugosławia    | 15,1 | Q     |
| 3.   | Gianni Caldana | Włochy        | 15,1 |       |
| 4.   | Alf Watson     | Australia     | 15,1 |       |
| 5.   | Miguel White   | Filipiny      |      |       |

### Półfinały
Z każdego z półfinałów do finału awansowało trzech najlepszych zawodników.

#### Bieg 1
| Poz. | Zawodnik         | Reprezentacja     | Czas | Uwagi |
| ---- | ---------------- | ----------------- | ---- | ----- |
| 1.   | Forrest Towns    | Stany Zjednoczone | 14,1 | Q, =  |
| 2.   | Håkan Lidman     | Szwecja           | 14,5 | Q     |
| 3.   | John Thornton    | Wielka Brytania   | 14,7 | Q     |
| 4.   | Roy Staley       | Stany Zjednoczone | 14,8 |       |
| 5.   | Tadashi Murakami | Japonia           | 15,1 |       |
| 6.   | Juan Lavenás     | Argentyna         | 15,6 |       |

#### Bieg 2
| Poz. | Zawodnik          | Reprezentacja     | Czas | Uwagi |
| ---- | ----------------- | ----------------- | ---- | ----- |
| 1.   | Donald Finlay     | Wielka Brytania   | 14,5 | Q,    |
| 2.   | Frederick Pollard | Stany Zjednoczone | 14,6 | Q     |
| 3.   | Larry O’Connor    | Kanada            | 15,0 | Q     |
| 4.   | Vane Ivanović     | Jugosławia        | 15,2 |       |
| 5.   | Erwin Wegner      | III Rzesza        | 15,3 |       |
| 6.   | Tom Lavery        | Południowa Afryka | 15,6 |       |

### Finał
| Poz. | Zawodnik          | Reprezentacja     | Czas | Uwagi |
| ---- | ----------------- | ----------------- | ---- | ----- |
| 1.   | Forrest Towns     | Stany Zjednoczone | 14,2 |       |
| 2.   | Donald Finlay     | Wielka Brytania   | 14,4 | [ 3 ] |
| 3.   | Frederick Pollard | Stany Zjednoczone | 14,4 |       |
| 4.   | Håkan Lidman      | Szwecja           | 14,4 | =     |
| 5.   | John Thornton     | Wielka Brytania   | 14,7 |       |
| 6.   | Larry O’Connor    | Kanada            | 14,8 |       |